# Egenmäktighet vid förhandling med främmande makt
Egenmäktighet vid förhandling med främmande makt är ett brott enligt svensk lag och räknas in bland brott mot Sveriges säkerhet..
I brottsbalken 19 kap 4 § står:
"Svensk medborgare, som utan tillstånd av regeringen eller den regeringen bemyndigat låter bruka sig såsom ombud för främmande makt i diplomatisk angelägenhet som rör riket, så ock envar, som i föregiven egenskap av behörigt ombud inlåter sig i underhandling om sådan angelägenhet med någon som företräder främmande makts intresse, dömes för egenmäktighet vid förhandling med främmande makt till fängelse i högst två år eller, om riket var i krig, högst fyra år.
Innebar brottet fara för rikets självbestämningsrätt eller dess fredliga förhållande till främmande makt, dömes till fängelse, lägst ett och högst sex år, eller, om riket var i krig, till fängelse på viss tid, lägst fyra och högst tio år, eller på livstid."